# Fallout Shelter
Fallout Shelter — free-to-play компьютерная игра в жанре симулятора, разработанная американской компанией Bethesda Game Studios совместно с Behaviour Interactive и изданная Bethesda Softworks. Часть игровой серии Fallout. Базируется на условно-бесплатной модели распространения.
Изначально игра выпущена на платформе iOS 14 июня 2015 года, после конференции Bethesda Softworks на Electronic Entertainment Expo 2015. Выпуск на платформе Android состоялся 13 августа 2015 года, 15 октября стала доступна версия на русском языке. Выпуск для Windows состоялся 14 июля 2016 года. В феврале 2017 года стала доступна на платформе Xbox One. 29 марта 2017 года стала доступна версия для платформы Steam. 11 июня 2018 года игра также стала доступна для загрузки на PlayStation 4 и Nintendo Switch.

## Игровой процесс
Игрокам предстоит построить и управлять своим убежищем в качестве смотрителя.
Для игры не требуется интернет-соединение, но есть возможность внутриигровых покупок за реальные деньги, а также просмотр рекламы с целью получения награды (крышки, ядер-кола, ланчбоксы, переноски, ускорения). Игроки должны следить за жителями убежища и постоянно поддерживать их настроение в норме. Максимум жителей — 200.
Чтобы получать ресурсы, нужно назначать людей в соответствующие помещения, правильно распределяя их умения между силой, восприятием, выносливостью, харизмой, интеллектом, ловкостью и удачей, используется система S.P.E.C.I.A.L., аналогичная системе PC-вселенной Fallout. Характеристики каждого персонажа будут влиять на то, насколько хорошо он добывает тот или иной тип ресурсов и насколько высоки его шансы выжить в Пустоши.
По мере увеличения уровней жителей, их можно снаряжать оружием и предметами и отправлять наружу для исследования пустошей, что может принести игроку дополнительное оружие, вещи, крышки и бутылки Квантовой Ядер-колы. Каждого жителя можно обучать, изменяя его параметры. Число жителей увеличивается двумя путями: принятием людей, пришедших из пустошей, выполнением заданий, из ланчбоксов и естественным биологическим путём в специальных жилых комнатах. Игрок имеет возможность изменять имена и фамилии всех жителей его убежища.
Балансировка ресурсов, таких как пища, вода и электроэнергия, является важным аспектом в игре. Дефицит одного из них приводит к неприятным последствиям. Так, например, недостаток электроэнергии выводит из строя помещения, нехватка воды приводит к облучению жителей, а еды — к потере здоровья. Кроме того, необходимо защищаться от нападений со стороны рейдеров, инопланетян, радтараканов, мутировавших крыс и когтей смерти, а также гулей и радскорпионов
В убежище может быть построено много помещений, различающихся по своей функциональной принадлежности: либо выработка ресурсов (пища, вода и электричество), либо различные бонусы (улучшение характеристик S.P.E.C.I.A.L., поиск новых персонажей в Пустоши посредством радио и создания тем для комнат).
Игроки иногда вознаграждаются коробками для завтрака (ланчбоксами), содержащими различные ресурсы. В качестве бонуса могут случайно выпасть крышки, антирадин, стимуляторы, редкие и мощные образцы оружия, броня, а также уникальные персонажи с сильным набором S.P.E.C.I.A.L и хлам, из которого можно в специализированных комнатах собирать новое оружие. Такие коробки оказываются доступны при выполнении внутриигровых заданий и за ежедневное посещение игры в течение недели, а также за реальные деньги.
Также в игре есть задания, которые становятся доступны при постройке кабинета Смотрителя. На каждое задание можно отправить максимум 3 выживших из убежища. Суть заданий выполнить определённую цель (найти Ланчбокс, Спасти заложника(-ов) и т.д). После выполнения задания игроку дают награду после чего отряд выживших автоматически отправляется в убежище

## Отзывы и критика
| Сводный рейтинг    | Сводный рейтинг                          |
| Агрегатор          | Оценка                                   |
| ------------------ | ---------------------------------------- |
| GameRankings       | 72,04 %                                  |
| Metacritic         | (iOS) 71/100 (PC) 63/100 (Switch) 61/100 |
| Иноязычные издания |                                          |
| Издание            | Оценка                                   |
| Destructoid        | 7/10                                     |
| Game Informer      | 7/10                                     |
| GameRevolution     | [ 8 ]                                    |
| IGN                | 6,8/10                                   |

Игра получила посредственные отзывы. На сайте-агрегаторе Metacritic средняя оценка игры составляет 71 из 100 на основе 39 обзоров для платформы iOS, 63 из 100 на основе 4 обзоров для платформы PC и 61 из 100 на основе 4 обзоров для платформы Nintendo Switch.
Критик Крис Картер из игрового блога Destructoid дал игре оценку 7/10, назвав её весьма симпатичной. Также он упомянул про хороший визуальный стиль Fallout Shelter, 3D-масштабирование и про то, что процессы можно ускорять не за деньги, а за риски различных происшествий. Критики отметили, что специальные карты можно получить только в коробках с завтраком. Это побуждает игроков платить и позволяет им быстрее развиваться. Он сообщил: «Мне нравится эта игра. Я не хочу играть в неё каждый день, но она безусловно стоит того времени, которое было в неё вложено».
Критик из Pocket Gamer дал оценку в 7/10 и сказал: «Это не самая захватывающая игра про постапокалипсис, но здесь есть много чего особенного».
Российские издания проводят параллели между Fallout Shelter и Dungeon Keeper, Tiny Tower, SimTower. Среди недостатков игры рецензенты выделяют однообразные задания и медленное развитие без микроплатежей.
Летом 2018 года, благодаря уязвимости в защите Steam Web API, стало известно, что точное количество пользователей сервиса Steam, которые играли в игру хотя бы один раз, составляет 3 371 793 человека.